# François Adrien Boïeldieu

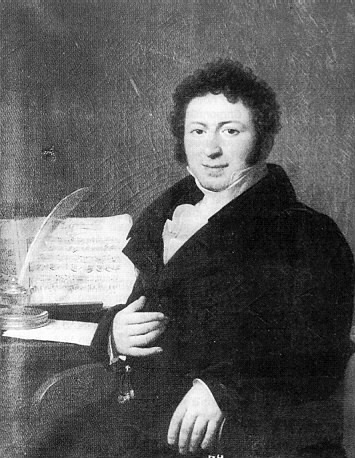
François Adrien Boïeldieu.

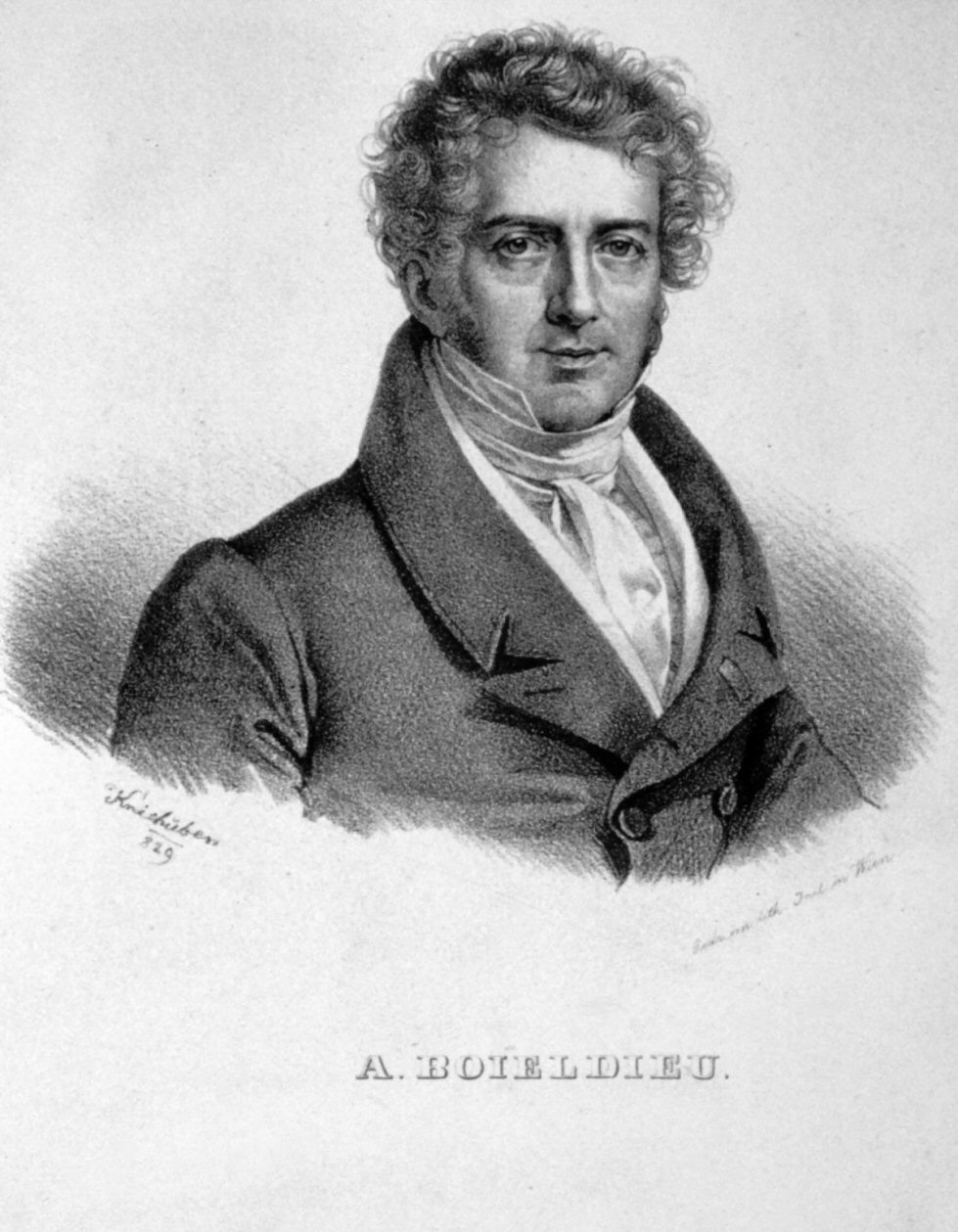
François Adrien Boïeldieu.

François Adrien Boieldieu, född 16 december 1775 i Rouen, död 8 oktober 1834 i Jarcy, var en fransk tonsättare.
Boïeldieu undervisades i musik i hemstaden av organisten Broche och vann redan 1793 bifall med en operett, i vilken han tagit Grétry till mönster. Uppmuntrad därav vandrade han till Paris, vartill han till en början måste försörja sig genom klaverstämning, men småningom för sina romanskompositioner vann han ett erkännande, som ännu mer förstorades genom operan La dot de Suzette (1798). Därefter följde en rad av operor, som gavs med stigande lycka. Calife de Bagdad (1800) hade stormande framgång och bibehöllit sin ställning under ett århundrade. Cherubini, som var närvarande vid uruppförandet, påpekade den svaga instrumenteringen för Boïeldieu och sade: Skäms ni inte över en sådan oförskylld framgång?. Boïeldieu visste dock redan om sina brister i instrumentationen och kom att förbättra sin teknik i Sankt Petersburg.
Ma tante Aurore (1803) visar en renare stil och skickligare anläggning samt röjer intryck av italienarna. 1800 blev Boïeldieu professor i pianospel vid konservatoriet. Olycklig i sitt äktenskap med en dansös, Clotilde Mafleuroy, övergav han henne 1803 och begav sig till Sankt Petersburg, där han blev kejserlig kapellmästare och stannade i åtta år. Han skrev där en mängd operor, av vilka ingen bibehållit sig. Under denna tid vann emellertid hans teknik, till en del genom bekantskapen med den tyska musiken, en fasthet och verkningskraft, som den till följd av brist på ordnad undervisning dittills saknat. Efter återkomsten till Paris uppträdde Boieldieu med Jean de Paris (1812) som uppenbarar nämnda företräden, men även en viss kyla i lycklig tävlan med den då och där allenahärskande Isouard.
Ännu mera mogen är operan Le petit chaperon rouge (1818), vilken, liksom den 1813 komponerade Le nouveau seigneur de village, länge hållit sig uppe. 1817 utnämndes Boieldieu till medlem av Institut de France. Angripen till sin hälsa drog han sig nu tillbaka och framträdde sedan (om man undantager några obetydliga tillfällighetsoperor) först 1825, och då med sitt mästerverk Vita frun. Till en underhållande text av Scribe sammansatt ur Walter Scotts romaner Monastery och Guy Mannering diktade han en musik, som genom melodiernas romantiska innerlighet och friskhet, arbetets musikaliska gedigenhet och dramatiska kraft (till exempel i den berömda auktionsscenen) samt instrumentationens finhet och glans tillförsäkrat honom en plats bland alla tiders operakompositörer.
Trots att detta verk röjer inflytande såväl av Mozart som av Rossini, är det likväl äktfranskt, och dess inhemska popularitet bevisas bäst därav, att det 1876 gavs i Paris för 1,367:e gången, ett faktum, som torde vara sällsynt inom teaterhistorien. Boïeldieus sista arbete, Les deux nuits (1829), slog däremot icke an. Efter sin första hustrus död, 1825, gifte Bieuldieu om sig med sångerskan Phillis, med vilken han hade en son, som även blev operakompositör. Genom julirevolutionen råkade han i ekonomiskt trångmål, därför att man för en tid undandrog honom en pension.
Under sina sista år hade han även att kämpa mot en sjukdom, för vilken han förgäves sökte bot genom resor till Italien och södra Frankrike. Boieldieu komponerade även instrumentalstycken för klaver, harpa med mera. Flera operor skrev han i förening med andra, såsom Cherubini, Catel med flera. Av hans arbeten är i Stockholm uppförda: Kalifen i Bagdad (1808), Min tant Aurora (1813), Den nye egendomsherrn (1818), Johan av Paris (1819), Vita frun (1827) och De bägge talismanerna, Le chaperon, 1830. Mindre kvick och pikant, men också mindre raffinerad än Auber, betecknar Boieldieu fransmännens esprit från dess mera hjärtevinnande och graciösa sida. Hans biografi skrevs av Arthur Pougin (1875).

## Operor
- La Fille coupable opera comique 2 akter Jacques François Adrien Boieldieu 2 november 1793 Rouen, Théâtre des arts
- Rosalie et Myrza opera comique 3 akter Jacques François Adrien Boieldieu 28 oktober 1795 Rouen, Théâtre des arts
- La Famille suisse opera comique 1 akt Claude Godard d'Aucort de Saint-Just 11 februari 1797 Paris, OC Feydeau
- L'Heureuse Nouvelle opera comique 1 akt Claude Godard d'Aucort de Saint-Just / Charles de Longchamp 7 november 1797 Paris, OC Feydeau
- Le Pari ou Mombreuil et Merville opera comique 1 akt Longchamps 15 december 1797 Paris, OC Favart
- Zoraïme et Zulnar opera comique 3 akter Saint Just 10 maj 1798 Paris, OC Favart
- La Dot de Suzette op.com. 1 akt Dejaure Jean-Élie Bédéno de Jaure 5. Sept. 1798 Paris, OC Favart
- Les Méprises espagnoles op.com. 1 akt Saint-Just 18 april 1799 Paris, OC Feydeau
- Emma ou La Prisonnière op.com. 1 akt Victor-Joseph Étienne de Jouy / Saint-Just / Lonchamps 12. Sept. 1799 Paris, Théâtre Montansier
- Béniovski ou Les Exilés du Kamchattka op.com. 3 akter Alexandre Duval Alexandre Vincent Pineux.Duval efter August von Kotzebue UA 8 juni 1800 Paris, OC Favart EA Liège 1802; Braunschweig och Brüssel 1803; På tyska av G. F. Treitschke Wien 1804 20 juli 1824 Paris, OC Feydeau; 2. versionen
- Le Calife de Bagdad op.com. 1 akt Kalifen i Bagdad Saint-Juste; Claude Godard d'Aucor efter en del från tusen och en natt 16. Sept. 1800 Paris, OC Favart
- Ma Tante Aurore ou Le Roman impromptu op.com. 3 ekter Charles de Longchamps 13. Jan. 1803 Paris, OC 15. Jan. 1803 Paris, OC, version i 2 akter
- Le Baiser et la quittance ou Une aventure de garnison op.com. 3 akter (med Nicolas Isouard) Louis-Benôit Picard / Joseph-Marie-Armand-Michel Dieulafoy / Longchamps 18 juni 1803 Paris, OC
- Aline, reine de Golconde op.com. 3 akter Jean-Baptiste-Charles Vial / Edmond-Guillaume-François de Favières 17 mars 1804 St. Petersburg, Eremitage-Theater
- La Jeune Femme colère op.com. 1 Akt Claparède, nach Charles-Guillaume Étienner 30 april 1805 St. Petersburg 12. Okt. 1912 Paris, OC
- Un Tour de soubrette op.com. 1 akt N. Gersin 28 april 1806 St. Petersburg
- Télémaque op.com. 3 akter Paul Dercy 28. Dec. 1806 St. Petersburg
- Amour et mystère ou Lequel est mon cousin? op.com. 1 akt Joseph Pain 1807 St. Petersburg
- Les Voitures versées (Le Séducteur en voyage) op.com. 2 akter Die umgestürzten Wagen E. Mercier-Dupaty 16 april 1808 St. Petersburg, Eremitage-Theater 29 april 1820 Paris, OC
- La Dame invisible op.com. 1 akt Alexis Daudet / Randon 1808 St. Petersburg
- Rien de trop ou Les Deux Paravents op.com. 1 akt Joseph Pain 25 december 1810 / 6. Jan. 1811 St. Petersburg, Eremitage-Theater 19 april 1811 Paris, OC
- Jean de Paris op.com. 2 akter de Saint-Just 4 april 1812 Paris, OC
- Le nouveau Seigneur de village op.com. 1 akt Auguste-François Creuzé de Lesser / Favières 29 juni 1813 Paris, OC
- Bayard à Mézières ou Le Siège de Mézières op.com. 1 akt (med Isouard, Catel och Cherubini) René Allisan de Chazet / Dupay 12. Febr. 1814 Paris, OC; tillsammans med Catel, Cherubini, Isouard
- Le Béarnais ou Henri IV en voyage op.com. 1 akt Charles-Augustin Sewrin 21 maj 1814 Paris, OC
- Angéla ou L'Atelier de Jean Cousin op.com. 1 akt (mit Sophie Gail) G.Montcloux d'Épinay 13 juni 1814 Paris, OC
- La Fête du village voisin op.com. 3 akter Sewrin 5 mars 1816 Paris, OC
- Charles de France ou Amour et gloire op.com. 2 akter (tillsammans med Ferdinand Herold) Marie-Emmanuel Théaulon de Lambert / Armand Dartois / De Rancé 18 juni 1816 Paris, OC
- Le Petit Chaperon rouge op.com. 3 akter Rotkäppchen Théaulon de Lambert 30 juni 1818 Paris, OC
- Les Arts rivaux scène lyrique 1 akt René Allisan de Chazet 2 maj 1821 Paris, Hôtel de Ville
- Blanche de Provence ou La Cour des fées opéra 3 akter (med Berton och Kreutzer) Lambert / De Rancé 1 maj 1821 Paris, Tuiléries. 3 maj 1821 Paris, Opéra
- La France et l'Espagne scène lyrique 1 akt Chazet 15 december 1823 Paris, Hôtel de Ville
- Les Trois Genres scène lyrique 1 akt (tillsammans med Auber) Eugène Scribe / Dupaty / Pichat 27 april 1824 Paris, Théâtre de l'Odéon
- Pharamond opéra 3 akter Jacques François-Arsène Ancelot / Pierre-Marie-Alexandre Guiraud / Alexandre Soumet 10 juni 1825 Paris, Opéra
- La Dame blanche op.com. 3 akter Vita frun Eugène Scribe, efter Sir Walter Scotts Georg Mannering 10 december 1825 Paris, OC
- Les Deux Nuits op.com. 3 akter Bouilly / Scribe 20 maj 1829 Paris, OC Ventadour
- La Marquise de Brinvilliers op.com. 3 akter Castil-Blaze François-Henri-Joseph Blaze / Scribe 31 oktober 1831 Paris, OC (tillsammans med Auber, Batton, Berton, Blangini, Carafa, Cherubini, Hérold, Ferdinando Paër)